# Castalius mindarus
Castalius mindarus är en fjärilsart som beskrevs av Felder 1865. Castalius mindarus ingår i släktet Castalius och familjen juvelvingar. Inga underarter finns listade i Catalogue of Life.